# Jörg Woithe
Jörg Woithe (Berlino Est, 11 aprile 1963) è un ex nuotatore tedesco, campione olimpico dei 100 metri stile libero ai Giochi olimpici di Mosca nel 1980, e campione del mondo nel 1982 a Guayaquil, sulla stessa distanza..

## Carriera
A Mosca 1980 Woithe fu favorito dall'assenza degli statunitensi a causa del boicottaggio, e in particolare di Rowdy Gaines, e Woithe vinse l'oro nei 100 stile libero col tempo di 50"18, davanti agli svedesi Homertz e Johansson. Con la staffetta 4x200 sl della Germania Est a Mosca vince anche un argento, e ai mondiali del 1982 in Ecuador batte il primatista del mondo Gaines per 3 centesimi di secondo, laureandosi campione del mondo e vincendo anche un bronzo nei 200 sl vinti dalla stella emergente Michael Gross e nella staffetta 4x100 sl.
A partire dal 1981 ai campionati europei Woithe vinse anche 7 medaglie d'argento e 3 di bronzo, tra gare individuali e staffette, ma solo nel 1987, all'ultima edizione alla quale partecipò, riuscì a vincere l'oro nella neonata disciplina dei 50 stile libero.